# Sainte-Croix-sur-Buchy
Sainte-Croix-sur-Buchy és un municipi francès situat al departament del Sena Marítim i a la regió de Normandia. L'any 2007 tenia 671 habitants.

## Demografia

### Població
El 2007 la població de fet de Sainte-Croix-sur-Buchy era de 671 persones. Hi havia 248 famílies de les quals 48 eren unipersonals (24 homes vivint sols i 24 dones vivint soles), 76 parelles sense fills, 116 parelles amb fills i 8 famílies monoparentals amb fills.
La població ha evolucionat segons el següent gràfic:
Habitants censats

### Habitatges
El 2007 hi havia 268 habitatges, 246 eren l'habitatge principal de la família, 13 eren segones residències i 9 estaven desocupats. 266 eren cases i 1 era un apartament. Dels 246 habitatges principals, 216 estaven ocupats pels seus propietaris, 29 estaven llogats i ocupats pels llogaters i 1 estava cedit a títol gratuït; 8 tenien dues cambres, 33 en tenien tres, 63 en tenien quatre i 142 en tenien cinc o més. 202 habitatges disposaven pel capbaix d'una plaça de pàrquing. A 98 habitatges hi havia un automòbil i a 139 n'hi havia dos o més.

### Piràmide de població
La piràmide de població per edats i sexe el 2009 era:
| Homes | Edats   | Dones |
| ----- | ------- | ----- |
| 0     | 95 o +  | 0     |
| 0     | 90 a 94 | 0     |
| 0     | 85 a 89 | 0     |
| 8     | 80 a 84 | 4     |
| 8     | 75 a 79 | 8     |
| 12    | 70 a 74 | 12    |
| 16    | 65 a 69 | 8     |
| 12    | 60 a 64 | 16    |
| 16    | 55 a 59 | 16    |
| 16    | 50 a 54 | 12    |
| 8     | 45 a 49 | 12    |
| 24    | 40 a 44 | 32    |
| 20    | 35 a 39 | 24    |
| 24    | 30 a 34 | 16    |
| 12    | 25 a 29 | 12    |
| 8     | 20 a 24 | 4     |
| 32    | 15 a 19 | 44    |
| 24    | 10 a 14 | 16    |
| 16    | 5 a 9   | 12    |
| 28    | 0 a 4   | 20    |

## Economia
El 2007 la població en edat de treballar era de 456 persones, 366 eren actives i 90 eren inactives. De les 366 persones actives 347 estaven ocupades (189 homes i 158 dones) i 19 estaven aturades (10 homes i 9 dones). De les 90 persones inactives 33 estaven jubilades, 35 estaven estudiant i 22 estaven classificades com a «altres inactius».

### Ingressos
El 2009 a Sainte-Croix-sur-Buchy hi havia 247 unitats fiscals que integraven 687 persones, la mediana anual d'ingressos fiscals per persona era de 19.088 €.

### Activitats econòmiques
Dels 18 establiments que hi havia el 2007, 1 era d'una empresa alimentària, 1 d'una empresa de fabricació d'altres productes industrials, 3 d'empreses de construcció, 5 d'empreses de comerç i reparació d'automòbils, 1 d'una empresa d'hostatgeria i restauració, 1 d'una empresa immobiliària, 2 d'empreses de serveis, 3 d'entitats de l'administració pública i 1 d'una empresa classificada com a «altres activitats de serveis».
Dels 4 establiments de servei als particulars que hi havia el 2009, 1 era una funerària i 3 lampisteries.
L'únic establiment comercial que hi havia el 2009 era una fleca.
L'any 2000 a Sainte-Croix-sur-Buchy hi havia 24 explotacions agrícoles que ocupaven un total de 1.232 hectàrees.

## Equipaments sanitaris i escolars
El 2009 hi havia 1 escola maternal integrada dins d'un grup escolar amb les comunes properes formant una escola dispersa i 1 escola elemental integrada dins d'un grup escolar amb les comunes properes formant una escola dispersa.

## Poblacions més properes
El següent diagrama mostra les poblacions més properes.